# Jim Rohn
Emanuel James „Jim“ Rohn (* 17. September 1930 in Yakima, Washington; † 5. Dezember 2009 in Los Angeles) war ein US-amerikanischer Unternehmer, Autor und Motivationstrainer.

## Leben
Emanuel James „Jim“ Rohn wurde in Yakima (Washington) als Sohn von Emanuel und Clara Rohn geboren. Seine Familie besaß eine Farm in Idaho, wo Jim als Einzelkind aufwuchs.
Nach dem Abschluss der High School ging Rohn ans College, verließ es aber nach eineinhalb Jahren und begann, als Sachbearbeiter für Sears zu arbeiten. Nach Zureden eines Freundes besuchte er einen Vortrag von John Earl Shoaff, einem Unternehmer und Motivationstrainer, der mit seinem Reichtum, Charisma und seiner Lebensphilosophie Rohn stark beeindruckte und entscheidend seinen späteren Lebenslauf beeinflusste. Shoaff war damals Vizepräsident des Nahrungsergänzungsmittelherstellers AbundaVita. Im Oktober 1955 schloss sich Rohn AbundaVita an und begann, an seiner Persönlichkeitsentwicklung zu arbeiten. Sein Mentor Shoaff, der ihn aufforderte, in fünf Jahren Millionär zu werden, starb ein Jahr, bevor Rohn im Alter von 31 tatsächlich Millionär wurde.
Jim Rohn starb am 5. Dezember 2009 in West Hills (Los Angeles) an Lungenfibrose.

## Karriere
Rohn beendete seine Highschool als Jahrgangs-Drittbester von 140 Schülern. Sein anschließendes College-Studium brach er nach anderthalb Jahren ab, um sich einen Job zu suchen. Mit 25 arbeitete er für 57 $ die Woche als Lagerarbeiter, als er von einem Freund zu einem Vortrag des Industriellen John Earl Shoaff eingeladen wurde. Shoaffs Leistungen sowie dessen Charisma, Wohlstand und Lebensphilosophie beeindruckten Rohn. Im Oktober 1955 wurde er Vertriebshändler für den Nahrungsergänzungsmittelhersteller AbundaVita, für den auch Shoaff arbeitete. Als Shoaff 1957 das Unternehmen verließ und Nutri-Bio gründete, wechselte auch Rohn zu Nutri-Bio und wurde 1960 stellvertretender Vorstand. Mit 31 Jahren wurde er somit bereits zum Millionär.
Nach der Insolvenz von Nutri-Bio Anfang der 1960er Jahre verlor Rohn fast sein gesamtes Vermögen von 2,3 Millionen Dollar sowie seine Häuser und Autos.
Rohn wurde von einem Freund eingeladen, seine Vom-Tellerwäscher-zum-Millionär-Geschichte im örtlichen Rotary Club von Beverly Hills zu präsentieren. Er nahm an und nannte seinen Vortrag Idaho Farm Boy Makes It To Beverly Hills. Seine faszinierende Geschichte und seine einfache Lebensphilosophie brachten ihm schnell viele Einladungen von Schulen und verschiedenen Unternehmen. Im Jahr 1963 gab er im Beverly Hills Hotel sein erstes öffentliches Seminar.
1966 gründete sein ehemaliger Nutri-Bio Kollege William E. Bailey die Firma Bestline Products, stellte Rohn für landesweite Rekrutierung und Training des neuen Personals ein und zahlte ihm dafür eine halbe Million Dollar. In den 1970ern leitete Rohn Seminare für Marketing-Führungskräfte bei Standard Oil of California. Außerdem leitete er in dieser Zeit das Unternehmen Adventures in Achievement mit Seminaren und Workshops zur Schulung der persönlichen Entwicklung.
Rohn arbeitete in dieser Position mehr als 40 Jahre lang weltweit als Motivationsredner und -trainer und hatte entscheidenden Einfluss auf die Entwicklung von Motivationstraining und Motivations-Coaching. Viele bekannte Motivationstrainer und Autoren, wie Tony Robbins, Brian Tracy, T. Harv Eker, Mark Victor Hansen und Jack Canfield, erkennen den Einfluss von Rohns Arbeit auf ihre Karrieren an.
Anfang der 1980er Jahre lernte Jim Rohn Mark Hughes kennen und arbeitete anschließend für dessen Firma Herbalife ebenfalls als Trainer für die Verkäufer.
Für seine Redeleistungen wurde er 1985 mit dem CPAE Award der National Speakers Association ausgezeichnet.

## Werke (Auswahl)
- The Art of Exceptional Living. Audio-CD, Simon & Schuster Audio/Nightingale-Conant 2003, ISBN 0-743-52906-5
- Five Major Pieces to the Life Puzzle . Jim Rohn Intl  1991, ISBN 0-939-49002-1
- 7 Strategies for Wealth & Happiness: Power Ideas from America's Foremost Business Philosopher . Three Rivers Press 1996, ISBN 0-761-50616-0
- The Art of Exceptional Living – Unabridged. Audio-CD, Nightingale – Conant 2003
- Lessons on Life: How to Live a Successful Life.  MMUSA 2008, ISBN 0-979-03413-2
- The Power of Ambition. Audio-CD,  Nightingale-Conant Corporation 1994
- Building Your Network Marketing Business. Audio-CD, Success Media 2000, ISBN 0-446-67747-7
- Wie man sein Network Marketing Geschäft optimal aufbaut. Audio-CD, VideoPlus/MLM Training 2004